# Gedved
Gedved er en by i Østjylland med 2.459 indbyggere  (2025), beliggende i Tolstrup Sogn.
Byen hører til Horsens Kommune og ligger i Region Midtjylland. Gedved er en af landets hurtigst voksende byer og befolkningen er vokset med mere end 30 % siden 2006.

## Historie
Der har boet mennesker i området helt tilbage til jernalderen, hvilket talrige fund ved arkæologiske udgravninger i forbindelse med byggemodningen omkring Gedved vidner om.
Gedved er opstået omkring år 1400 i vejkrydset mellem landevejen mellem Horsens og Skanderborg og vejen mellem Lundum og Tolstrup. Byens historiske centrum lå omkring gårdene på Vestervej, som i dag møder Egebjergvej i krydset hvor Gedved Bageri ligger.
I 1682 bestod Gjedved landsby af 15 gårde og 1 hus med jord. Det samlede dyrkede areal udgjorde 483,3 tønder land skyldsat til 80,19 tønder hartkorn. Dyrkningsformen var trevangsbrug.
I 1854 blev Gedved Folkehøjskole grundlagt.
I 1879 blev byen beskrevet således: "Gjedved med Skole, Folkehøiskole og Friseminarium, Veirmølle paa Gjedved Mark, Maltgjøreri, Bryggeri og Bageri".
Omkring århundredeskiftet beskrives byen således: "Gjedved, ved Landevejen, med Skole, Kapellanbolig, privat Seminarium, Forsamlingshus (opf. 1901), Maltgøreri, Bryggeri, Bageri, Mølle, Vandmølle og Andelsmejeri". Gjedved havde i 1906 316 indbyggere, i 1911 432 og i 1916 474 indbyggere.
Gjedved fortsatte sin stagnerende udvikling i mellemkrigstiden men begyndte at vokse efter 2. verdenskrig: i 1921 havde byen 448 indbyggere, i 1925 531, i 1930 486, i 1935 466, i 1940 490, i 1945 527, i 1950 560, i 1955 591, i 1960 623 og i 1965 772 indbyggere. I 1930, da byen havde 486 indbyggere, var sammensætningen efter erhverv: 101 levede af landbrug, 101 af industri og håndværk, 33 af handel, 15 af transport, 128 af immateriel virksomhed, 40 af husgerning, 64 var ude af erhverv og 4 havde ikke angivet oplysninger.
Med tiden voksede Gedved mod øst og især mod syd ad Egebjergvej. Omkring 1960 udstykkes de første parcelhusgrunde og det store villakvarter øst for Egebjergvej opstod.
Fra 1967 kan man tage HF i Gedved, og et år senere bygges Egekollegiet, som stadig eksisterer i dag. Indtil da boede de studerende i værelser hos borgerne i Gedved. Med kollegiet bliver det nemmere for de studerende at finde en billig bolig tæt på studiet.

### Efter kommunalreformen i 1970
I 1982 bestemte Folketinget, at lærerseminariet i Gedved skulle nedlægges da der blev uddannet for mange lærere. Da der samtidig blev uddannet for få socialpædagoger, bestemtes det, at Gedved i stedet skulle have et socialpædagogisk seminarium.
I 1984 startede de første tre pædagogklasser, og i 1986 dimitterede de sidste lærere. Også en HF-uddannelse blev oprettet på seminariet. I 2012 flytter pædagoguddannelsen og HF til Horsens, som led i en sammenlægning af flere uddannelsesinsitutioner. Efterfølgende følger en stor renovering af de gamle bygninger, som ombygges til lejligheder. I den gamle hovedbygning opretter byens borgere et nyt medborgerhus -Seminariet. Seminariet danner udgangspunkt for diverse kulturaktiviteter og huser bl.a. byens bibliotek og en cafe.
Gedved Kommune dannes i 1970 ved sammenlægning af 9 sogne, og kommunens rådhus kom til at ligge på Kirkevej 5 i Gedved.
Indtil 2007 var Gedved hovedby i den nu nedlagte Gedved Kommune, men er herefter en del af Horsens kommune.

## Natur og Geografi
Gedved ligger umiddelbart nord for Hansted skov. En af de biologisk mest mangfoldige skove på Horsens egnen, i folkemunde populært kaldet Østjyllands Schweiz. Skoven er på godt 200 ha. I den østlige del af skoven står en 40 m høj nordmannsgrad, som rangerer blandt Danmarks højeste træer. Nord for Gedved strækker Ejer Bjerge sig, med bl.a Ejer Bavnehøj og Danmarks højeste punkt Møllehøj. Mod øst ligger det genskabte naturområde Tolstrup Enge.

## Offentlige institutioner
Gedved har tre kombinerede børnehaver og vuggestuer - en kommunal og to private. Gedved Skole en tosporet skole fra 0 - 9 klasse. Desuden ligger plejehjemmet Gedvedhus i byen.

## Infrastruktur
Grundet byens placering centralt i Østjylland ja faktisk midt i Danmark kombineret med den tætte placering på motorvej E45 har gjort Gedved til et endog meget attraktivt bosætningsområde. 500.000 arbejdspladser nås indenfor en time og Aarhus ligger tidsmæssigt ca. 30 min fra Gedved og Kolding i syd nås indenfor 45 min.[kilde mangler]

## Kultur og Sport
I 2012 flyttede Gedved seminarium til Horsens og blev en del af VIA University Colleges Campus i Horsens. En del af det gamle seminarium i Gedved blev omdannet til moderne lejligheder, men hvor den oprindelige arkitektur er bevaret. Selve hovedbygningen blev overtaget af foreningen Gedved Kultur- og Medborgerhus - kaldet "Seminariet". Her forefindes bibliotek, Cafe Bojsen, som foruden Cafe afholder festarrangementer. Ydermere findes en række mindre iværksættervirksomheder i bygningen, ligesom der forefindes diverse mødelokaler, som kan benyttes af byens borger
Gedved Gymnastik Forening hører til blandt de største på egnen. Gedved IF udbyder foruden fodbold og håndbold bl.a. selvforsvar samt en række andre sportsgrene. Team Gedved er en cykelklub. Cykelklubben råder udover en seniorafdeling en meget stor junior MTB afdeling, som tiltrækker børn og unge fra hele omegnen.